# Сент Крој (острво)
Сент Крој (енгл. Saint Croix, IPA: , шп. Santa Cruz) је карипско острво, део Америчких Девичанских Острва и налази се јужно од острва Сент Томас. Ово је највеће острво територије, широко 11 и дуго 45 km, са 212 km². Према попису из 2000. на острву је живело 53234 становника. Главни град је Кристијанстед, док је градић Фредрикстед главно трговачко средиште.

## Историја
Први становници острва Сент Крој били су Аравак и Кариб Индијанци. 
Кристифор Колумбо се искрцао на острво 14. новембра 1493. и дао му име Санта Круз (Свети крст). Шпанци су се стотињак година безуспешно борили против домородаца око контроле над острвом. У 17. веку су се на острву смењивали Холанђани, Енглези, Шпанци, малтешки витезови и Французи. Французи су на острву започели гајење дувана, памука, шећерне трске и индига. Данска западноиндијска компанија купила је острво 1733. и наставила узгој шећерне трске на острву користећи локално становништво као робовску радну снагу. Касније су на острво доведени Индуси. Узгој шећерне трске на острву постао је неекономичан укидањем ропства и започињањем узгоја шећерне репе у Европи. 
Сједињене Америчке Државе су купиле острво 1917.
Разорни ураган практично је уништио острво 1989, које се делимично опоравило уз америчку помоћ. 

## Географија
Приближне координате острва су 17°45′ сгш 64°45′ згд. Терен је брдовит. Највиша тачка је на 355 m надморске висине. Западни део острва је доста кишовитији од источног. У сушном периоду острвљанима недостаје питке воде. Већина домова има цистерне за прикупљање кишнице. 
Највећи град острва је Кристијанстед који има 3.000 становника (2004). На целом острву живи око 60.000 становника. Тврђава Кристијансверн потиче из 1749. 
Воде око Сент Кроја богате су рибом и атрактивним коралима. То је једини подводни национални парк у САД. Острво је веома привлачно за туристе рониоце. 
На острву Сент Крој налази се америчко-венецуеланска компанија Ховенса, једна од највећих рафинерија нафте на свету. Друга важна индустријска грана на острву је производња тамног рума у локалној дестилерији основаној 1760.

## Занимљивости
- НБА кошаркаш, Тим Данкан, пореклом је са острва Сент Крој.